# Eva Stanienda
Eva Stanienda (* 1. August 1937 in Bielefeld) ist eine deutsche Politikerin (CDU). Sie war Mitglied im baden-württembergischen Landtag von 1996 bis 2001.

## Leben und Beruf
Stanienda absolvierte das Abitur am Ursulinengymnasium in Bielefeld und studierte anschließend Medizin in München, Bonn, Innsbruck und Freiburg. 1968 wurde sie approbiert und ein Jahr später promoviert. Sie spezialisierte sich auf Frauenheilkunde und Geburtshilfe und eröffnete 1980 eine eigene Praxis, die sie bis zum Jahr 2005 unterhielt. Von 2000 bis 2006 war sie Vorsitzende des baden-württembergischen Landesverbands von donum vitae. Stanienda ist katholisch, verheiratet und hat zwei Kinder.

## Politik
Stanienda war von 1989 bis 1996 Mitglied des Gemeinderats von Stuttgart sowie 18 Jahre lang stellvertretende Vorsitzende des CDU-Kreisverbands. Von 1996 bis 2001 war sie Abgeordnete im Landtag von Baden-Württemberg, in dem sie ein Direktmandat im Wahlkreis Stuttgart I vertrat. Sie war gesundheits- und sportpolitische Sprecherin der CDU-Fraktion.

## Ehrungen
Stanienda wurde 1996 mit der Friedrich-Schiller-Medaille des Hartmannbunds und 2004 mit dem Bundesverdienstkreuz am Bande ausgezeichnet.